# Ardnave Loch
Ardnave Loch ist ein See auf der schottischen Hebrideninsel Islay.

## Beschreibung
Der Ardnave Loch liegt auf der Halbinsel Ardnave direkt südlich der Ortschaft Ardnave etwa einen Kilometer nördlich von Kilnave. Das Nordkap Ardnave Point befindet sich 2,5 Kilometer nordöstlich. Der See ist von eher runder Form und maximal etwa 430 m lang und 400 m breit.
Den Hauptzufluss bildet der aus dem größeren Loch Laingeadail abfließende Bach Casach Loch Laingeadail, der am Südwestufer einmündet. Das 330 Hektar umfassende Einzugsgebiet des Sees erstreckt sich im Wesentlichen in südwestlicher Richtung. Es setzt sich aus Moorland (68 %) und Grasflächen (15 %) zusammen, während Grundwasser 10 % des Zuflusses ausmacht. Bei einer mittleren Tiefe von 4,7 Metern beträgt das Volumen des Ardnave Loch rund 519.000 Kubikmeter. Er nimmt eine Fläche von 11 Hektar ein und weist einen Umfang von rund zwei Kilometern auf. Einziger Seeabfluss ist der vom Südufer abfließende Allt a’ Ghlinne, der sich in den wenige hundert Meter östlich gelegenen Meeresarm Loch Gruinart ergießt.
Im Südwesten des Sees nahe dem Ufer befindet sich eine kleine, beinahe kreisrunde Insel, die bei niedrigem Wasserstand über einen Damm zugänglich ist. Auf dieser wurden Belege einer frühen Besiedlung gefunden. Vermutlich handelt es sich bei der Insel um einen Crannóg.